# Now 99 (série de Portugal)
Now 99 é o primeiro álbum de compilação da série Now! em Portugal.

## Alinhamento de faixas
Disco 1
| N.º | Título                        | Artista(s)                     | Duração |  |
| 1.  | "Baby One More Time"          | Britney Spears                 |         |  |
| 2.  | "Livin La Vida Loca"          | Ricky Martin                   |         |  |
| 3.  | "Boom, Boom, Boom, Boom!"     | Vengaboys                      |         |  |
| 4.  | "That Don't Impress Me Much"  | Shania Twain                   |         |  |
| 5.  | "I Want It That Way"          | Backstreet Boys                |         |  |
| 6.  | "When You Say Nothing At All" | Ronan Keating                  |         |  |
| 7.  | "Lullaby"                     | Shawn Mullins                  |         |  |
| 8.  | "Sing It Back"                | Moloko                         |         |  |
| 9.  | "Sun Is Shining"              | Bob Marley vs. Funkstar Deluxe |         |  |
| 10. | "September 99"                | Earth, Wind & Fire             |         |  |
| 11. | "Miami"                       | Will Smith                     |         |  |
| 12. | "Outside"                     | George Michael                 |         |  |
| 13. | "Bailamos"                    | Enrique Iglesias               |         |  |
| 14. | "Mi Chico Latino"             | Geri Halliwell                 |         |  |
| 15. | "Doodah"                      | Cartoons                       |         |  |
| 16. | "You Needed Me"               | Boyzone                        |         |  |
| 17. | "Ex Factor"                   | Lauryn Hill                    |         |  |
| 18. | "Strange Foreign Beauty"      | Michael Learns to Rock         |         |  |

Disco 2
| N.º | Título                  | Artista(s)        | Duração |  |
| 1.  | "If You Had My Love"    | Jennifer Lopez    |         |  |
| 2.  | "Summer Son"            | Texas             |         |  |
| 3.  | "All Star"              | Smash Mouth       |         |  |
| 4.  | "Canned Heat"           | Jamiroquai        |         |  |
| 5.  | "Erase/Rewind"          | Cardigans         |         |  |
| 6.  | "You Get What You Give" | New Radicals      |         |  |
| 7.  | "Thursday's Child"      | David Bowie       |         |  |
| 8.  | "Sweetest Thing"        | U2                |         |  |
| 9.  | "You'll Follow Me Down" | Skunk Anansie     |         |  |
| 10. | "Promises"              | Cranberries       |         |  |
| 11. | "She's In Fashion"      | Suede             |         |  |
| 12. | "The Rockafeller Skank" | Fat Boy Slim      |         |  |
| 13. | "Hey Boy, Hey Girl"     | Chemical Brothers |         |  |
| 14. | "Coffee And Tv"         | Blur              |         |  |
| 15. | "All About The Money"   | Meja              |         |  |
| 16. | "A Good Sign"           | Emilia            |         |  |
| 17. | "Fossanova"             | Belle Chase Hotel |         |  |
| 18. | "My Wonder Moon"        | Hands On Approach |         |  |